# ما فانغ
ما فانغ (25 يناير 1965 - ) (بالصينية: 馬芳) هي لاعبة كرة طائرة الصين. شاركت في الألعاب الأولمبية الصيفية 1992.

## وصلات خارجية
- ما فانغ على موقع أوليمبيديا (الإنجليزية)